# Cendol

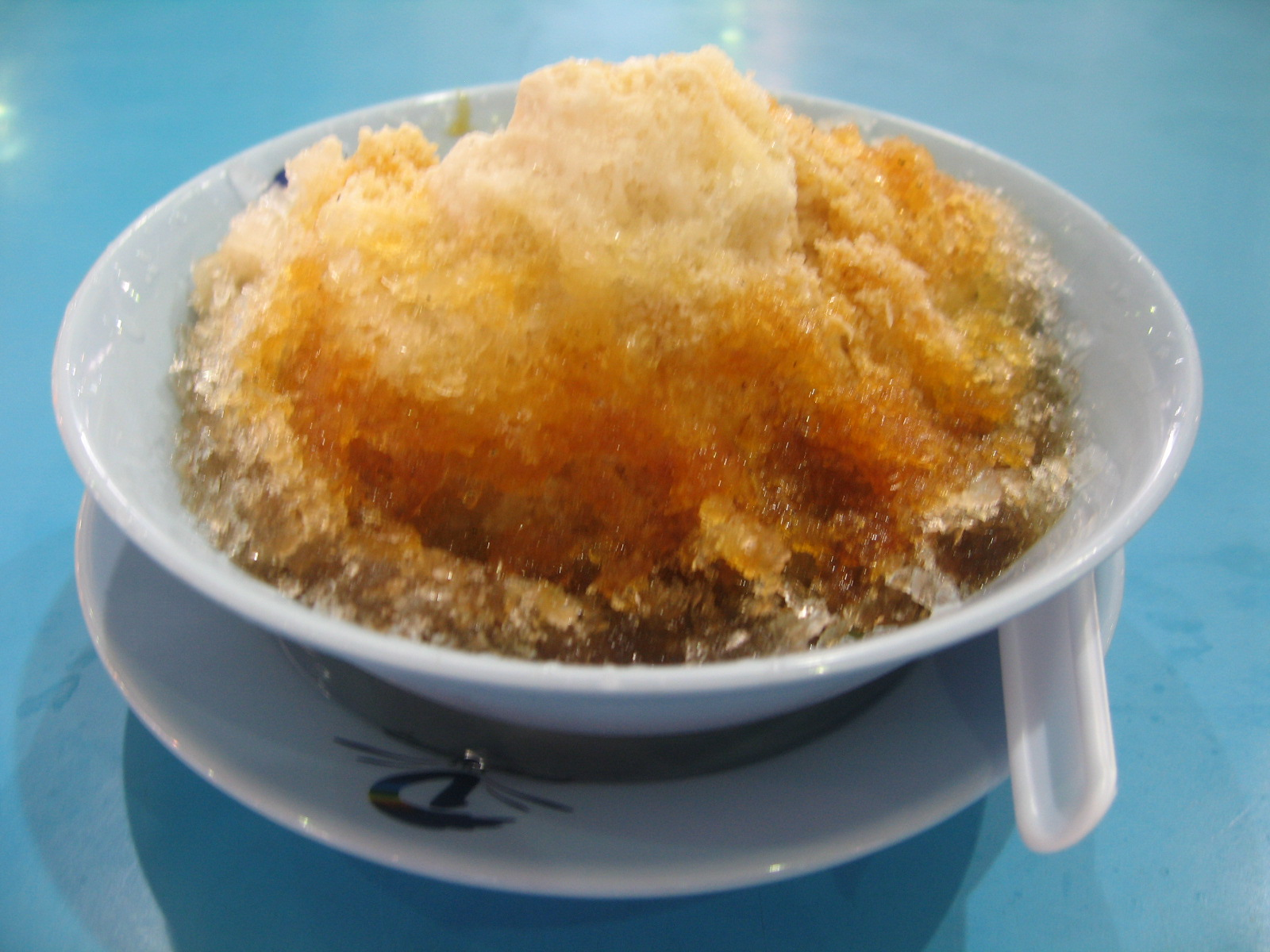
El Chendol se sirve siempre como postre en los vendedores al aire libre en los food courts o hawker centres de Singapur.

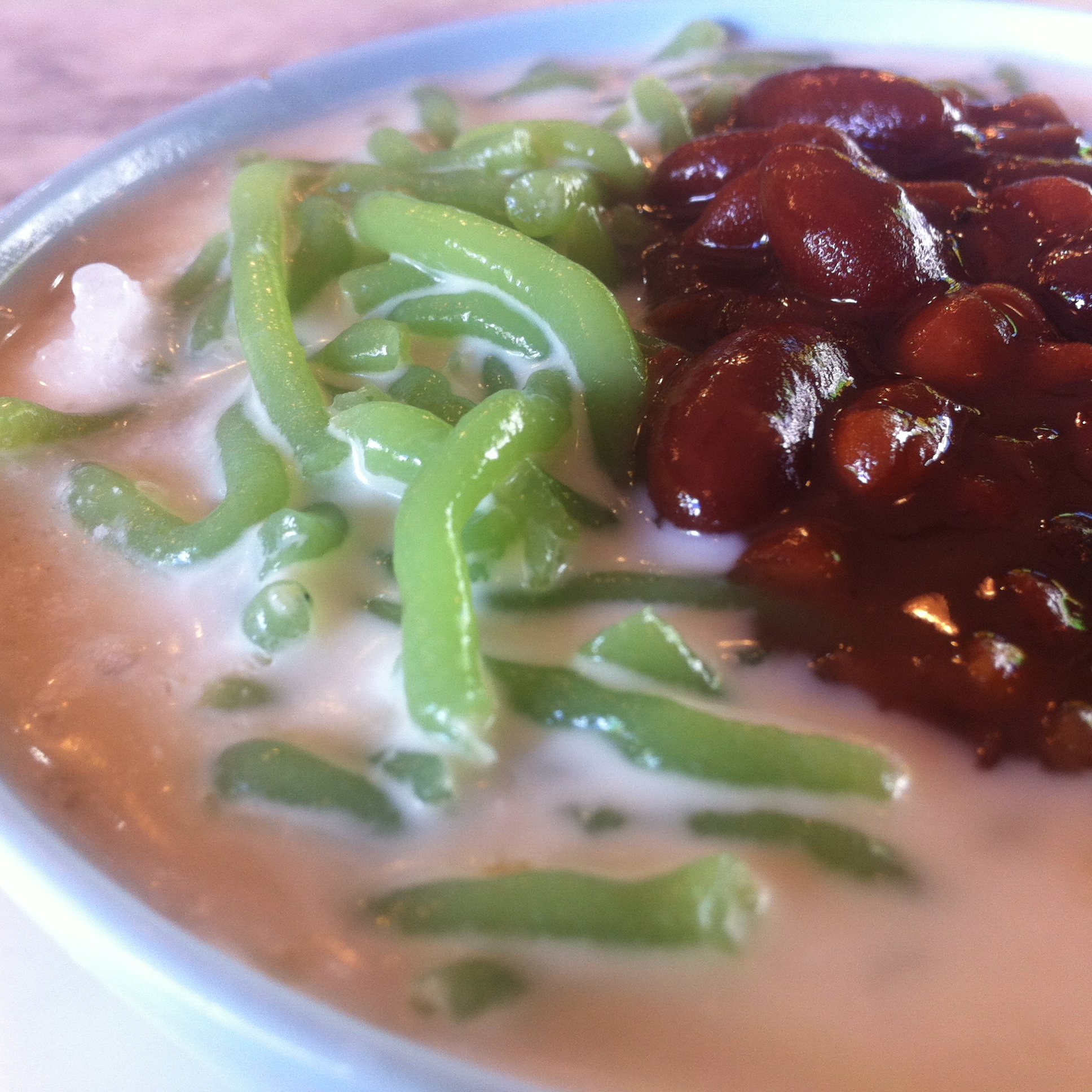
Cendol en Malasia.

El chendol o cendol es una forma muy popular de postre y bebida que está asociado a los inmigrantes procedentes de la India en el sureste asiático, en países como Malasia, Singapur, Indonesia, Vietnam, Tailandia y Timor Oriental. 

## Ingredientes
Los ingredientes consisten generalmente en leche de coco, algo como finos fideos, pandano con sabores, azúcar de palmera (gula melaka). habas rojas (Azuki), algunas porciones de arroz aglutinado, jalea de hierba y opcionalmente hielo picado (es cendol).

## Servir
Como muchos platos en Asia Sur-Oriental, el chendol se ha convertido en una parte muy popular de la cocina de la población multirracial en Malasia y Singapur. El chendol es vendido a menudo por los vendedores en móviles del borde de la carretera o en paradas pequeñas. En Malasia, el chendol se tasa generalmente por término medio a RM 0.80 y RM1.50 (2006).
En Java, el cendol  es una parte de la bebida, y el dawet es la combinación del cendol, del sirope y la leche de coco.